# 喜連東
喜連東（きれひがし）は、大阪府大阪市平野区にある町名。現行行政地名は喜連東一丁目から喜連東五丁目。

## 地理
平野区の中央部に位置し、東に長吉出戸、西に喜連、南に瓜破東、北西に平野南、北東に八尾市と接している。

## 歴史
1974年（昭和49年）、大阪市東住吉区喜連町・瓜破東之町・長吉出戸町・今林町の各一部より、平野区喜連東1 - 5丁目成立。

## 世帯数と人口
2024年（令和6年）9月30日現在の世帯数と人口は以下の通りである。
| 丁目         | 世帯数    | 人口    |
| ------------ | --------- | ------- |
| 喜連東一丁目 | 656世帯   | 1,346人 |
| 喜連東二丁目 | 515世帯   | 1,141人 |
| 喜連東三丁目 | 991世帯   | 1,748人 |
| 喜連東四丁目 | 675世帯   | 954人   |
| 喜連東五丁目 | 1,217世帯 | 2,222人 |
| 計           | 4,054世帯 | 7,411人 |

### 人口の変遷
国勢調査による人口の推移。
| 1995年（平成7年）  | 8,517人 | [ 6 ]  |  |
| 2000年（平成12年） | 9,692人 | [ 7 ]  |  |
| 2005年（平成17年） | 9,814人 | [ 8 ]  |  |
| 2010年（平成22年） | 9,446人 | [ 9 ]  |  |
| 2015年（平成27年） | 8,873人 | [ 10 ] |  |
| 2020年（令和2年）  | 8,144人 | [ 11 ] |  |

### 世帯数の変遷
国勢調査による世帯数の推移。
| 1995年（平成7年）  | 3,323世帯 | [ 6 ]  |  |
| 2000年（平成12年） | 4,015世帯 | [ 7 ]  |  |
| 2005年（平成17年） | 4,146世帯 | [ 8 ]  |  |
| 2010年（平成22年） | 4,222世帯 | [ 9 ]  |  |
| 2015年（平成27年） | 4,149世帯 | [ 10 ] |  |
| 2020年（令和2年）  | 4,049世帯 | [ 11 ] |  |

## 学区
市立小・中学校に通う場合、学区は以下の通りとなる。なお、小学校・中学校入学時に学校選択制度を導入しており、通学区域以外に通学区域に隣接している小学校・平野区内にある中学校から選択することも可能。
| 丁目         | 番                                             | 小学校               | 中学校             |
| ------------ | ---------------------------------------------- | -------------------- | ------------------ |
| 喜連東一丁目 | 全域                                           | 大阪市立喜連東小学校 | 大阪市立喜連中学校 |
| 喜連東二丁目 | 全域                                           | 大阪市立喜連東小学校 | 大阪市立喜連中学校 |
| 喜連東三丁目 | 2番、4番 5番8号 5番10～67号 6～10番            | 大阪市立喜連東小学校 | 大阪市立喜連中学校 |
| 喜連東三丁目 | 1番、3番 11～13番 5番1～7号 5番9号 5番68～76号 | 大阪市立喜連小学校   | 大阪市立喜連中学校 |
| 喜連東四丁目 | 全域                                           | 大阪市立喜連東小学校 | 大阪市立喜連中学校 |
| 喜連東五丁目 | 全域                                           | 大阪市立喜連東小学校 | 大阪市立喜連中学校 |

## 事業所
2021年（令和3年）現在の経済センサス調査による事業所数と従業員数は以下の通りである。
| 丁目         | 事業所数  | 従業員数 |
| ------------ | --------- | -------- |
| 喜連東一丁目 | 54事業所  | 371人    |
| 喜連東二丁目 | 40事業所  | 342人    |
| 喜連東三丁目 | 31事業所  | 265人    |
| 喜連東四丁目 | 14事業所  | 180人    |
| 喜連東五丁目 | 41事業所  | 397人    |
| 計           | 180事業所 | 1,555人  |

## 交通

### バス
2020年4月現在
- 大阪シティバス[15]
  - 1・3号系統：北出戸 - 喜連東口 - 西出戸 - 出戸バスターミナル
  - 2・9・16・33・61A・61B号系統：出戸バスターミナル
  - 4・14号系統：瓜破東口 - 出戸バスターミナル
  - 73号系統：喜連東一丁目 - 喜連東三丁目 - 瓜破東口 - 出戸バスターミナル

### 道路
- 大阪府道179号住吉八尾線（長居公園通）
- 大阪府道186号大阪羽曳野線

## 施設
- 常磐会学園大学
- 大阪市立喜連東小学校
- 平野喜連東郵便局[16]
- 業務スーパー 喜連東店[17]
- スーパーサンコー平野店
- 八坂神社
- 喜連八坂公園
- 喜連東公園

## その他

### 日本郵便
- 〒547-0021[3]（集配局：平野郵便局[18]）